# 제1대 아이언사이드 남작 에드먼드 아이언사이드

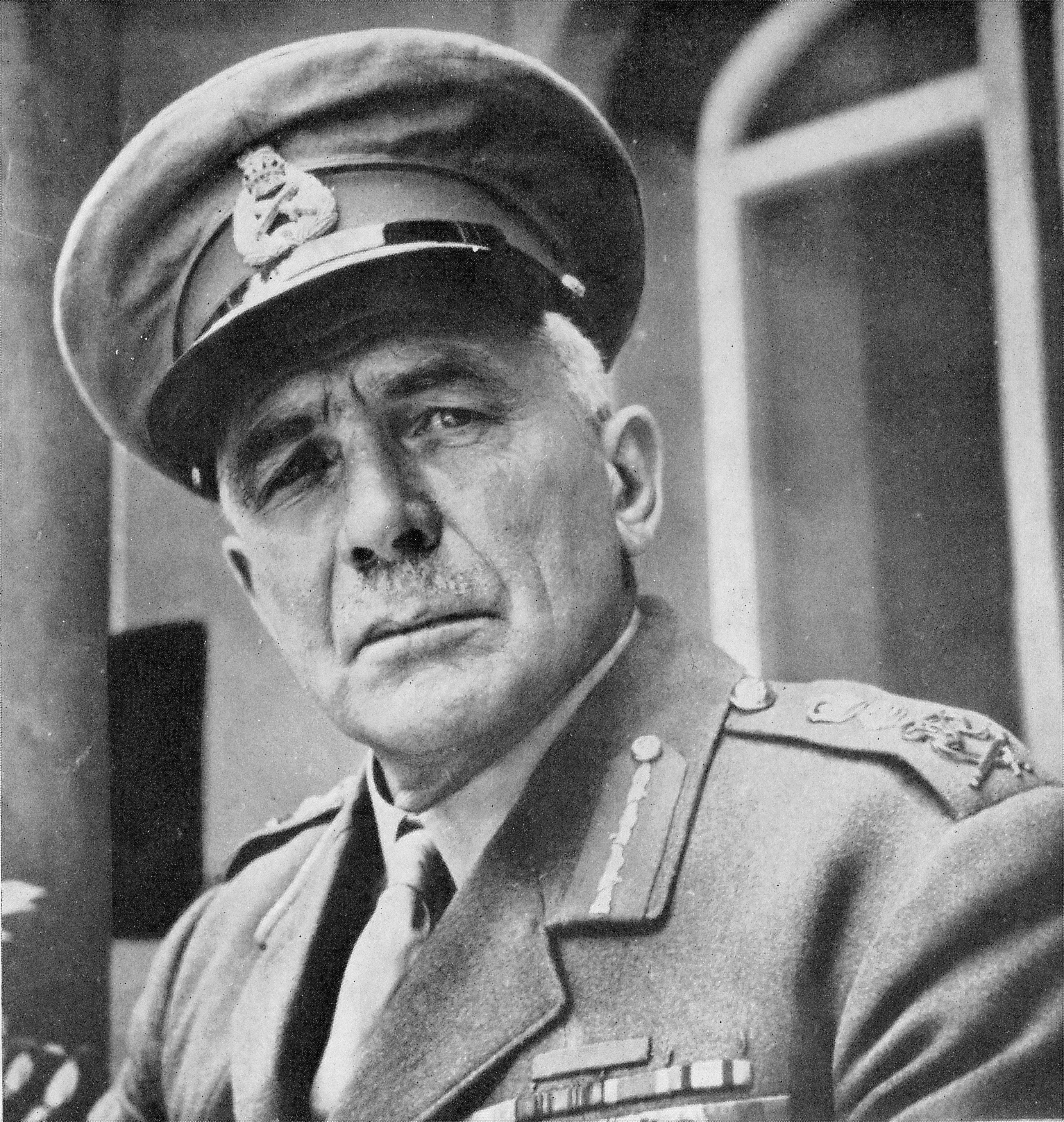
아이언사이드 경

육군 원수 제1대 아이언사이드 남작 에드먼드 아이언사이드(William Edmund Ironside, 1st Baron Ironside, GCB, CMG, DSO)는 영국 육군의 장교이다. 제2차 세계 대전 당시에는 제국총참모장이었다.